# Maurice Benayoun
Vous êtes invité à donner votre avis sur cette page de discussion, de manière argumentée en vous aidant notamment des critères d’admissibilité ou en présentant des sources extérieures et sérieuses.  
Après avoir apposé le modèle {{Admissibilité}} sur une page, suivez les étapes expliquées sur Wikipédia:Débat d'admissibilité/Aide :
| 1. | Créez la page de débat d'admissibilité.                                                                      | Sauvegardez d’abord la page pour l’initialiser puis indiquez votre motivation.          |
| 2. | Important : ajoutez une entrée dans la section Débat d'admissibilité du jour.                                | Utilisez ce texte : *{{L\|Maurice Benayoun}}                                            |
| 3. | Pensez à informer les contributeurs principaux de la page et les projets associés lorsque cela est possible. | Utilisez ce texte : {{subst:Avertissement débat d'admissibilité\|Maurice Benayoun}}~~~~ |

 (mars 2025).
 (août 2023).
 (août 2023).
Si vous disposez d'ouvrages ou d'articles de référence ou si vous connaissez des sites web de qualité traitant du thème abordé ici, merci de compléter l'article en donnant les références utiles à sa vérifiabilité et en les liant à la section « Notes et références ».
 (août 2023).
La mise en forme du texte ne suit pas les recommandations de Wikipédia : il faut le « wikifier ».
Les points d'amélioration suivants sont les cas les plus fréquents. Le détail des points à revoir est peut-être précisé sur la page de discussion.
- Les titres sont pré-formatés par le logiciel. Ils ne sont ni en capitales, ni en gras.
- Le texte ne doit pas être écrit en capitales (les noms de famille non plus), ni en gras, ni en italique, ni en « petit »…
- Le gras n'est utilisé que pour surligner le titre de l'article dans l'introduction, une seule fois.
- L'italique est rarement utilisé : mots en langue étrangère, titres d'œuvres, noms de bateaux, etc.
- Les citations ne sont pas en italique mais en corps de texte normal. Elles sont entourées par des guillemets français : « et ».
- Les listes à puces sont à éviter, des paragraphes rédigés étant largement préférés. Les tableaux sont à réserver à la présentation de données structurées (résultats, etc.).
- Les appels de note de bas de page (petits chiffres en exposant, introduits par l'outil «  Source ») sont à placer entre la fin de phrase et le point final[comme ça].
- Les liens internes (vers d'autres articles de Wikipédia) sont à choisir avec parcimonie. Créez des liens vers des articles approfondissant le sujet. Les termes génériques sans rapport avec le sujet sont à éviter, ainsi que les répétitions de liens vers un même terme.
- Les liens externes sont à placer uniquement dans une section « Liens externes », à la fin de l'article. Ces liens sont à choisir avec parcimonie suivant les règles définies. Si un lien sert de source à l'article, son insertion dans le texte est à faire par les notes de bas de page.
- La présentation des références doit suivre les conventions bibliographiques. Il est recommandé d'utiliser les modèles {{Ouvrage}}, {{Chapitre}}, {{Article}}, {{Lien web}} et/ou {{Bibliographie}}. Le mode d'édition visuel peut mettre en forme automatiquement les références.
- Insérer une infobox (cadre d'informations à droite) n'est pas obligatoire pour parachever la mise en page.

Pour une aide détaillée, merci de consulter Aide:Wikification.
Si vous pensez que ces points ont été résolus, vous pouvez retirer ce bandeau et améliorer la mise en forme d'un autre article.
Pour les articles homonymes, voir Benayoun.
Maurice Benayoun, né à Mascara (Algérie française) le 29 mars 1957, est un artiste plasticien art numérique, curateur et théoricien français. 

## Biographie
Orphelin de la guerre d'Algérie, il vient en France à un an avec sa mère et son frère pour s'installer dans la banlieue parisienne où il passera la plus grande partie de son enfance. Pour financer ses études, il enseignera les arts plastiques d'abord au collège à partir de 1977 puis, une fois agrégé en 1982, à l'université de Paris 1 à partir de 1984. Il vit et travaille à Paris et Hong Kong.

## Parcours artistique et professionnel
Pionnier de la création numérique, Maurice Benayoun propose une approche expérimentale des nouveaux médias qui explore le potentiel et les limites des technologies. Sa pratique qu'il définit comme « Open Media Art »[source secondaire souhaitée], va de la photographie à la vidéo, de l'installation à la performance, de la fiction à la théorie de l'art, en passant par la réalité virtuelle, l'installation urbaine, la réalité augmentée, la blockchain, ou encore la scénographie d'exposition. Chercheur et professeur d'université[source secondaire souhaitée], il est aussi cofondateur[source secondaire souhaitée] en 1987 de Z-A, entreprise-laboratoire qui joua pendant 15 ans un rôle pionnier dans le domaine des nouveaux médias, de l'image de synthèse, de la réalité virtuelle et de la muséographie interactive[non neutre]. 
Il réalise entre 1990 et 1993 la série Les Quarxs en collaboration avec François Schuiten et Benoît Peeters, la toute première série en image de synthèse 3D haute définition. Diffusée en prime time sur la chaîne privée Canal+, elle sera ensuite présentée dans de nombreux pays. En 1993, il est lauréat de la Villa Médicis hors les murs pour son projet AME : Après Musée Explorable (Art After Museum), collection d'art contemporain en réalité virtuelle. Dès cette époque, il réalise des installations artistiques interactives faisant appel à la réalité virtuelle dont : Les Grandes Questions (1994-96) et le Tunnel sous l'Atlantique (1995), événement de télé-virtualité reliant le Musée d'Art Contemporain de Montréal et le Centre Pompidou à Paris. En 1998, il reçoit le Golden Nica de l'art interactif du festival Ars Electronica pour l'installation World Skin, un safari photo au pays de la guerre. Ces deux travaux sont devenus des références dans le champ de la réalité virtuelle appliquée à l'Art[non neutre].
Il travaille à partir de 2002 sur le concept de Fusion Critique[source secondaire souhaitée], puis à partir de 2005 sur la Mécanique des émotions[source secondaire souhaitée] qui donne lieu à un ensemble de créations, du Marché des émotions (Galerie Bund 18, Shanghai), aux Frozen Feelings en passant par le Distributeur automatique d'émotions et Emotion Forecast : la météo émotionnelle de la planète. 
Parallèlement à son activité artistique, Maurice Benayoun participe à la conception, la réalisation de la scénographie interactive de plusieurs expositions, événements et projets architecturaux[source secondaire souhaitée], notamment : la Salle de Navigation (1997) de l'exposition Nouvelle image, nouveaux réseaux, la Membrane (2001) de l'exposition l'Homme Transformé pour la Cité des Sciences de la Villette, les Tables Panoramiques de Planet of Visions, Exposition Universelle de Hanovre (EXPO2000), le Parcours multimédia de l'abbaye de Fontevraud, ainsi que Cosmopolis, Overwrting the City sur la ville et le développement durable, l'exposition permanente de Arc de triomphe de l'Étoile à Paris.
Le travail de Maurice Benayoun sur les écrans urbains et l'Urban Media Art se multiplie en 2012 après son exposition monographique au Streaming Museum à New York[source secondaire souhaitée]. En 2013, en tant que commissaire, il expose Jim Campbell sur la façade de l'ICC Tower, la plus haute tour de Hong Kong et, à ce moment-là, le plus grand écran urbain sonore du monde (46 641 m2 pour 2 façades soit environ 70 000 m2 pour les 3 façades actives depuis lors). À la suite du succès de cette exposition, il crée l'Open Sky Project, comprenant une programmation artistique (Open Sky Gallery) et une programmation pour les étudiants de Master (Open Sky Campus).
Les travaux de Maurice Benayoun ont été récompensés dans les manifestations et exposés dans les musées : Centre Pompidou, Musée d'Art contemporain de Lyon, Musée d'Art moderne de Paris, Musée d'Art contemporain de Montréal, Kiasma (Helsinki), Museum of Moving Image et Eye Beam (NYC), eArts Shanghai, ZKM, Karlsruhe Allemagne, Ars Electronica Center, Linz (Autriche)... Ils sont aussi présents dans plusieurs collections publiques et privées, notamment en France, dans le Fonds National d'Art Contemporain[source secondaire souhaitée].

## Éducation et enseignement
(août 2025).
Suivant un double cursus en arts plastiques à l'Université Paris 1 Panthéon Sorbonne et en lettres modernes à Paris 4 Sorbonne, il devient professeur de collège en 1977 (20 ans) et poursuit ses études en enseignant. Il devient professeur agrégé d'arts plastiques en 1982 (25 ans), détaché à l'université où il enseigne, de 1984 à 2002, l'art, la vidéo de création et les nouveaux médias à l'université Paris 1 Panthéon-Sorbonne. En 1996 à 1997, il est artiste invité à l'École nationale supérieure des beaux-arts de Paris. Docteur en Arts Plastiques et Sciences de l'Art en 2008, il devient Maître de conférences à l'université Paris-VIII en 2009. Cofondateur et directeur artistique du CITU, Création Interactive Transdisciplinaire Universitaire où il poursuit son activité de recherche, de création et de réflexion sur les médias émergents, il contribue à la fondation du laboratoire d'excellence Arts H2H et fonde, en 2011, H2H Lab (Human to Human Lab) fédération de laboratoires et d'organismes destinée à la recherche dans le champ des nouveaux médias et de leurs implications esthétiques et sociales. En septembre 2012, il devient professeur et chercheur à la School of Creative Media de City University of Hong Kong ou il dirige l'école doctorale.

## Œuvres et expositions (selection)

World Skin (1997), Maurice Benayoun, Installation interactive de Réalité Virtuelle

Le Tunnel sous l'Atlantique (1995), Maurice Benayoun, Installation interactive de Réalité Virtuelle

Still Moving (2008), Maurice Benayoun, Sculpture interactive sonore et vidéo / Installation physique et virtuelle, acte 14 de la Mécanique des émotions

- Les Quarxs, série d'animation 3D, 1991-1993, en collaboration avec François Schuiten, diffusion Canal+, France 3...
- Les Grandes Questions: Réalité Virtuelle et Internet (94-96)
  - Dieu est-il plat ? biennale Artifices 3, novembre 1994.
  - Le Diable est-il courbe ? Imagina, Monte Carlo, 1995.
  - Et moi dans tout ça? 1, Sidney, Australie, exposition Kahanamoku and Beyond, 1995.
  - Et moi dans tout ça? 2, Musée d'Art contemporain de Lyon (exposition Version Originale), 1997
- Le Tunnel sous l'Atlantique, musique de Martin Matalon en parallèle au Centre Georges Pompidou et au Musée d'Art Contemporain de Montréal, 1995.
- World Skin, un safari photo au pays de la guerre, musique de Jean-Baptiste Barrière : 
  - Ars Electronica (Linz), septembre 1997
  - Imagina 98 et SIGGRAPH 98 (Orlando)
  - Stockholm 98
  - Aalborg (Danemark) 2000.
  - Grand Prix (Golden Nica) de l'art interactif
  - Ars Electronica 1998 (Golden Nica, art interactif)
  - ISEA 2000 Paris
  - exposition sk-Interface, FACT, Liverpool, Angleterre, 2008, 
    - Casino, Luxembourg, 2009-2010

  - exposition Game Play, Itau Cultural, Sao Paulo, Brésil, 2009
  - V2, Rotterdam, Pays-Bas, 2010
- Le Tunnel Paris-New Delhi, Cité des sciences de la Villette - Virtual Gallery - New-Delhi, 1997
- Crossing Talks, Communication Rafting ICC Tokyo 1999
- Labylogue, Dakar, Musée d'art contemporain de Lyon, Bruxelles (2000)
- Art Impact, Collective Retinal Memory Centre Pompidou Paris, Kiasma Museum Helsinki...
- So.So.So., Somebody, Somewhere, Some Time, ZKM Karlsruhe, ICC Tokyo,
- Watch Out, Art center Nabi, Seoul Corée (2002),
- Watch Out, the Eyes of the City, JO Athènes (2004)
- Cosmopolis, overwriting the City, Shanghai, Pekin, ChongQing, Chengdu, Chine (2005)
- La Mécanique des Emotions, opus en 15 actes comprenant :
  - Cartographie Emotionnelle de la planète (World Emotional Mapping) 1996-2005
  - Frozen Feelings 2005
  - Sfear, Metz, Église Saint Pierre aux Nonnains, 2005
  - Le Marché des Emotions (e-Market), Galerie Bund 18, Shanghai (2005)
  - Emotional Stock, Galerie Bund 18, Shanghai (2005)
  - Emotional Traffic, performance musicale avec Jean-Baptiste Barrière en ouverture du festival Ars Electronica2005
  - le Distributeur automatique d'émotions, exposition Smile Machine, transmediale, Berlin (2006), Espace Paul Ricard, Cinéma d'ameublement (2005), Gima Gallery Berlin 2006
  - eSpotting, Palazo Strozzi, Florence, Italie (2008)
  - Still Moving, Grand Palais, Paris, France (2008)
- Falling Pixels, Installation vidéo, festival ZONE IP, ancien Musée de la peinture, Grenoble, France, 2007
- Blind Love Ready Made, installation vidéo générative, exposition monographique des Grandes Questions à la Décharge, Galerie des Beaux Arts, Poitiers, 2008
- Le Dump au mètre, installation papier peint, des Grandes Questions à la Décharge, Galerie des Beaux Arts, Poitiers, 2008
- NeORIZON, eArts Festival, Shanghai, Chine (2008)
- The-Dump.net, blog/création où Maurice Benayoun dépose chaque jour de nouveaux projets. 2006-...
- Emotion Forecast, la Météo des émotions du monde, première acquisition d'œuvre par le fonds FAME, SHOW OFF/FIAC 2011, Streaming Museum, New York 2012, diffusée pendant la soirée de célébration de l'élection de François Hollande, place de la Bastille le 6 mai 2012.
- "Occupy Wall Screens", Streaming Museum, New York, février 2012.
- Osmotic World, installation interactive environnementale activant l'exposition Ecosmosis à Athènes (2012).
- Tunnels around the World, installation de télé-virtualité connectant dans un premier temps la Biennale Media City au Musée d'art de Séoul, la Biennale ZERO1 à San José en Californie, la Société des Arts technologiques (SAT) de Montréal et le Run Run Shaw Creative Media Center de Hong Kong.
- Just Dig It! incluant Colors Tunnel, Borders Tunnel, Osage Gallery, Hong Kong, 2016
- The Brain Factory, Electroencephalography, graphisme 3D, AI, Impression 3D, CDA Enghien, France, Microwave Festival Hong Kong, QUT Museum of Art Brisbane, Art Center Nabi, Seoul, 2016-2018
- Value of Values, Transactional Art on the Blockchain, EEG, real-time graphics, AI, Blockchain, NFTs, Art Center Nabi, Seoul, ACC, Gwangju, South Korea, MoCA, Taipei, Taiwan, BAUHAUS100, Macerata, Italie, 2019, Le Bel Ordinaire, Pau, 2021
- Hong Kong Escape Views, Panoptical Memories, 360 videos, jumelles de RV, Art Machine Past Present, Hong Kong, Oct. 2020
- DïaloG, installation interactive, AI, sensors, M. Benayoun, Refik Anadol, Constructing Contexts exhibition, Art Machine conference, HK, juin 2021
- Power Chess, Robots, echiquier, AI, Ars Electronica Garden HK, Osage Gallery, FOCAL/NAIM, Cannes, Lyon, 2021.
- Audience Addiction, AI, Non Newtonian Fluid, Real-time graphics, Life of a Neuron, Artechouse, Washington DC, USA, 2021

## Récompenses et sélections officielles
Cette section ne s'appuie pas, ou pas assez, sur des sources secondaires ou tertiaires indépendantes du sujet. Le texte peut contenir des analyses inexactes ou inédites de sources primaires.
Pour l'améliorer, ajoutez-en, ou placez des modèles {{Source secondaire souhaitée}} ou {{Source secondaire nécessaire}} sur les passages mal sourcés. (août 2025)
- Prix Ars Electronica Visionary Pioneer of Media Art (nomination),  2014
- Absolut Think Tank Award, Athènes, juin 2012
- Sélection officielle, commission, Biennale d'art contemporain MediaCity Seoul, Séoul, Corée, 2012
- Sélection officielle, commission, Biennale Zero1, San Jose, Californie, États-Unis, 2012
- Prix SACD, création interactive, Paris, juin 2009
- Prix Qwartz, création numérique, Paris, 2009
- e-Toile d'Or, Net Art, Paris, janvier 2005
- Official selection, International Architecture and Animation Film Festival, Baden, Switzerland, septembre 2003
- Best multimedia project, Grotte Chauvet, France 2001
- Winner, Architecture competition with Jean Nouvel, Subway Station Franklin Roosevelt, Paris 2000
- Official selection, Festival de Creacion Audioviual de Navarra, Spain,1999
- Official selection, Biennale do Mercosul, Brazil, novembre 1999
- Official selection, ICC Biennale, Tokyo, Japan, Oct.-novembre 1999
- Official selection, Art Show, SIGGRAPH '98, Orlando, États-Unis, August1998
- Golden Nica (first prize), interactive art category, Ars Electronica Festival, Linz, Austria, 1998
- Second prize, Images du Futur '96, category opens titles, Montreal 1996
- Second prize Pixel INA, Opens Titles Category, Imagina 1996, Monte Carlo, February 1996
- Finalist Best Achievement, International Monitor Awards, Opens/closes category, Los Angeles, oct. 1995.
- Official selection, Anima Mundi, Rio de Janeiro, Brasil, August 1995.
- Official selection, Film West, Sydney, Australia, July 1995.
- Honorary Mention, Ars Electronica Festival, Linz, Austria, April 1995
- Official selection, Video Fest, Berlin, Germany, February 1995.
- JOSE ABEL Prize, Best european animation film, Cinanima, Animation Film Festival of Espinho, Portugal, Oct. 1994
- Silver Trophy, Espace Creation, F.A.U.S.T., Toulouse, novembre 1994
- Official selection, Electronic Theatre, International Symposium on Electronic Art 94, Helsinki, Finland, 94
- Official selections SIGGRAPH 94 – Electronic Theatre, Orlando, États-Unis
- SIGGRAPH 94, Screenings (2 selections), Orlando, États-Unis
- SIGGRAPH 94, Art and Design Show, Orlando, États-Unis
- Distinction (2d prize), Ars Electronica Festival, Linz, Austria, June 1994
- Official selection, Short Films Festival, Tampere, Finland, March 1994
- 3rd Prize, fiction category, Imagina ’94, Monte Carlo, February 1994
- Best Electronic Special Effects, International Monitor Awards, Los Angeles, 1993
- Best Video Paint Design, International Monitor Award, Los Angeles 1993
- Nomination, Best Computer Animation, International Monitor Awards, Los Angeles 93
- First Prize Pixel INA, Opens Title category Imagina ’93, Monte Carlo, February 1993
- 3rd Prize, FICTION category Imagina ’94, Monte Carlo, February 1993
- Official selection, SIGGRAPH, Chicago, July 1992
- Official selection, 5th Festival of Computer Films, Geneva, July 1992
- Official selection, Imagina ’92, Monte Carlo, January 1992
- First Prize, Third Dimension Award, SCAM, Paris, November 1991
- Best Script Award, Paris Cité 1991, Paris, October 1991
- Official selection, Eurographics 1991, Vienna, Austria, September 1991
- Honorary Mention, Ars Electronica Festival, Linz, Austria, September 1991
- Official selection, Images du Futur, Montreal, September 1991
- 1st Prize, Artistic Animation category, Truevision competition, SIGGRAPH, Las Vegas, 1991
- Image fixe prize, Paris Cité, Paris, France, 1990
- 1st Prize Communication Image, Tech Image competition, Paris, 1990
- Official selection, Art Film Festival, Rotterdam, 1987
- Official selection, International Art Film Biennale, Centre Pompidou, Paris, 1987

## Filmographie

### Films sur l'art
- 935 mètres de bande, Daniel Buren, installation vidéo 3 écrans, (Prod. Savoir au Présent 1984)
- Pièces a conviction (DAP, Prod. S.A.P., Vidéothèque de Paris 1985)
  - Pit stop, Jean Tinguely
  - Brandt/Hafner, Bertrand Lavier
  - Espace musical, Takis
  - Armoire paysage, Jean-Luc Vilmouth
  - Par la juste mesure dans le double monde, Martial Raysse
  - Suzanne et les vieillards, Jean-Michel Alberola
  - Le délassement d'un peintre parisien, Jean Le Gac
  - L'usine l'usine, Bill Woodrow
- Lévèque au musée, Claude Leveque (Savoir au Présent, CRDP Créteil 1986)
- Wall drawings, Sol LeWitt (Musée d'art Moderne de Paris, 1988)
- Art: the dead end of our artistic era', Steina and Woody Vasulka in Art Impact, 2008
- Ecologic Serendipity, visiting Ecosmosis, 2012

### Fiction
- Les Quarxs (Pilote) avec François Schuiten (Z-A Production 1991)
- Danger Quarxs (Z-A 1992)
- Les Quarxs (série d'animation 3D, 12 × 3 min) (Z-A 1993)
- Ils sont là! (Quarxs, le Film) (35 mm, 21 min 30 s, Z-A 1994)

### Génériques
- Mirage illimité (codir. Alain Escalle), Grand-Canal, Z-A Production., Mikros (1er Prix, Imagina 93, International Monitor Awards...)
- Cosmogonie (codir. Alain Escalle) (Canal+, TEVA, Z-A Production) (2e prix Imagina '96, 2e prix Images du Futur Montréal...)

### Documentaires
- Cosmogony, documentaire/fiction sur la réalité virtuelle pour la Nuit Cyber, Canal+. Z-A/Canal+/Teva 1996

## Publications
- Maurice Benayoun, Josef Bares, « Urban Media Art paradox: Critical Fusion vs. Urban Cosmetics », in Susa Pop, Tanya Toft, Nerea Calvillo editors, What Urban Media Art Can Do: Why When Where and How? , Avedition Gmbh, Csi, August 31, 2016, p75 sqq,  (ISBN 978-3899862553).
- Maurice Benayoun, The Dump, 207 hypothèses pour un passage à l'acte, Fyp éditions, juillet 2011,  (ISBN 978-2-916571-64-5).